# Кенийский удавчик
Кенийский удавчик (лат. Eryx colubrinus) — неядовитая змея рода удавчики.

## Внешний вид
Небольшая змея с длиной тела 30—60 см. Самые крупные кенийские удавчики достигают около 1 м. Голова пулевидной формы, сверху покрыта мелкими чешуйками. Глаза маленькие, жёлтые с вертикальными зрачками, направлены вперёд под углом. Ростральный щиток широкий и удлинённый, что является приспособлением для рытья в песке. Шея не выражена. Тело короткое и плотное, с узкими брюшными щитками. Хвост короткий (менее 10 % от общей длины), закруглённый, с заострённым кончиком. Чешуйки на хвосте и задней части тела заметно ребристые. Анальный щиток цельный. Основной фон обычно серый, жёлтый или оранжевый (в зависимости от субстрата), с округлыми коричневыми, чёрными или серыми пятнами. Брюхо белое, кремовое или розоватое, без пятен. Иногда встречаются полностью чёрные, рыжие или жёлто-коричневые особи, которых ранее выделяли в отдельный вид (Eryx rufescens). В настоящее время они считаются морфой.

## Распространение
Распространён в Северо-Восточной и Восточной Африке от Египта вдоль Нила через Судан, Эфиопию, Эритрею и Сомали до северной и восточной Кении и восточной Танзании. Возможно обитает также в центральной Кении. Имеются изолированные популяции в западном Чаде и центральном Нигере. Находки вида в Йемене считаются крайне сомнительными. В целом ареал носит мозаичный характер, что связано с его предпочтениями в типе почв.

## Образ жизни
Живёт в пустынях, полупустынях и засушливых саваннах на высоте до 1500 м над уровнем моря. Ведёт роющий образ жизни. Предпочитает участки с разреженной растительностью. В местах с плотной почвой обитает в песчаных руслах высохших рек. Активен ночью и ранним утром. Днём прячется в норах, термитниках, песке, под камнями или брёвнами. Охотится из засады, спрятавшись в песке, на грызунов и мелких птиц. Детёныши питаются в основном ящерицами, особенно родов Heliobolus и Latastia. В отличие от других удавов, для размножения не требует холодного периода. Живородящие, самки рождают 4—20 особей длиной 15—19 см. Известен случай рождения 33 детёнышей самкой, долго содержавшейся в неволе.

## Природоохранный статус
Вид широко распространён и многочисленен, потому Международный союз охраны природы отнёс его к категории «Вызывающие наименьшие опасения». Включён в приложение II Конвенции о международной торговле дикими видами.

## Кенийский удавчик и человек
Часто содержится в террариуме в качестве домашнего питомца. В Кении местные жители часто боятся этих змей, так как считают их опасными. Жителями Сомали считается, что укушенный кенийским удавчиком человек умирает, сделав 7 шагов. Несмотря на это, удавчик не ядовит и кусает редко, чаще выделяя неприятно пахнущую жидкость из желёз около клоаки или туго обвивая руку.

## Подвиды
Выделяют 2 подвида кенийского удавчика:
- Eryx colubrinus colubrinus (Linnaeus, 1758)
- Eryx colubrinus loveridgei Stull, 1932

Вместе с тем, некоторые исследователи отказываются признавать их, так как считают, что отличия между ними обусловлены клинальной изменчивостью.